# Association Sportive de Saint-Étienne Loire 2014-2015 (femminile)
Questa voce raccoglie le informazioni riguardanti la squadra femminile dell'Association Sportive de Saint-Étienne Loire nelle competizioni ufficiali della stagione 2014-2015.

## Divise e sponsor
La grafica è la stessa adottata dal Saint-Étienne maschile. Lo sponsor tecnico, forniture delle tenute da gioco, è Adidas, mentre lo sponsor ufficiale è Winamax.
| Casa | Trasferta |

## Organigramma societario
Area tecnica
- Allenatore: Hervé Didier
- Vice allenatore: Patrick Brossat
- Preparatore dei portieri: Cyrille Clavel

## Rosa
Rosa, ruoli e numeri di maglia come da sito ufficiale, aggiornato al 15 marzo 2015.
| N. |                    | Ruolo | Calciatrice        |
| -- | ------------------ | ----- | ------------------ |
| 1  | Francia (bandiera) | P     | Julie Perrodin     |
| 2  | Francia (bandiera) | D     | Caroline Velay     |
| 4  | Francia (bandiera) | D     | Charlotte Lorgeré  |
| 5  | Francia (bandiera) | C     | Alice Benoît       |
| 6  | Francia (bandiera) | C     | Gwladys Debbache   |
| 7  | Francia (bandiera) | A     | Léonie Fleury      |
| 8  | Francia (bandiera) | C     | Candice Gherbi     |
| 9  | Francia (bandiera) | A     | Sarah Palacin      |
| 10 | Francia (bandiera) | C     | Julie Morel        |
| 11 | Francia (bandiera) | A     | Audrey Chaumette   |
| 13 | Francia (bandiera) | C     | Barbara Bouchet    |
| 14 | Francia (bandiera) | A     | Nora Coton-Pélagie |
| 15 | Francia (bandiera) | A     | Marianne Brun      |
| 16 | Francia (bandiera) | P     | Marion Mancion     |

| N. |                        | Ruolo | Calciatrice         |
| -- | ---------------------- | ----- | ------------------- |
| 17 | Francia (bandiera)     | C     | Rose Lavaud         |
| 18 | Francia (bandiera)     | D     | Julie Debever       |
| 19 | Francia (bandiera)     | C     | Marie Duclos        |
| 20 | Francia (bandiera)     | D     | Morgane Courteille  |
| 21 | Francia (bandiera)     | C     | Maéva Clémaron      |
| 22 | Francia (bandiera)     | C     | Caroline Audemar    |
| 23 | Francia (bandiera)     | D     | Teninsoun Sissoko   |
| 24 | Francia (bandiera)     | D     | Amandine Soulard    |
| 25 | Francia (bandiera)     | D     | Sabrina Viguier     |
| 26 | Francia (bandiera)     | D     | Charlotte Gauvin    |
| 28 | Francia (bandiera)     | D     | Meryl Cirri         |
| 29 | Francia (bandiera)     | D     | Léonie Multari      |
| 30 | Stati Uniti (bandiera) | P     | Arianna Criscione   |
| 32 | Francia (bandiera)     | C     | Marion Blanc Gonnet |

## Calciomercato

### Sessione estiva
| Acquisti | Acquisti       | Acquisti   | Acquisti   |
| R.       | Nome           | da         | Modalità   |
| -------- | -------------- | ---------- | ---------- |
| P        | Marion Mancion | FCF Juvisy | definitivo |
| P        | Julie Perrodin | Claix      | definitivo |
| C        | Alice Benoît   | Soyaux     | definitivo |

| Cessioni | Cessioni            | Cessioni        | Cessioni   |
| R.       | Nome                | a               | Modalità   |
| -------- | ------------------- | --------------- | ---------- |
| P        | Méline Gérard       | Olympique Lione | definitivo |
| D        | Saïda Akherraze     | Pink Sport Time | definitivo |
| C        | Alexandra Atamaniuk | Nancy           | definitivo |
| C        | Aude Moreau         | FCF Juvisy      | definitivo |

### Sessione invernale
| Acquisti | Acquisti          | Acquisti             | Acquisti   |
| R.       | Nome              | da                   | Modalità   |
| -------- | ----------------- | -------------------- | ---------- |
| P        | Arianna Criscione | Twente               | definitivo |
| D        | Sabrina Viguier   | Kopparbergs/Göteborg | definitivo |

| Cessioni | Cessioni | Cessioni | Cessioni |
| R.       | Nome     | a        | Modalità |
| -------- | -------- | -------- | -------- |
|          |          |          |          |

## Risultati

### Division 1

#### Girone di andata
| Arbitro: | Mougeot |

|             |           |                                                    |
| Palacin 43’ | Marcatori | 35’, 63’ De Revière 45’ (rig.) Haupais 48’ Ribeyra |

| Arbitro: | Maubacq |

|                           |           |             |
| Leuko Chibosso 51’ (rig.) | Marcatori | 26’ Palacin |

| Arbitro: | Bourquin |

|              |           |                     |
| Clémaron 12’ | Marcatori | 44’, 57’ Oparanozie |

| Arbitro: | Zaouak |

|  |           |             |
|  | Marcatori | 15’ Palacin |

| Arbitro: | Bonnin |

|  |           |                                         |
|  | Marcatori | 25’, 35’ Makanza 83’ Gadéa 90+3’ Asseyi |

| Arbitro: | Vanstaevel |

|                           |           |  |
| Thiney 2’, 51’ Catala 45’ | Marcatori |  |

| Arbitro: | Labadot-Cadinot |

|            |           |                         |
| Fleury 70’ | Marcatori | 13’ Bendiaf 66’ Mangaya |

| Arbitro: | Craipeau |

|                    |           |  |
| Sissoko 72’ (aut.) | Marcatori |  |

| Arbitro: | Mougeot |

|  |           |                                                           |
|  | Marcatori | 21’, 34’ Dickenmann 48’, 75’, 90+4’ Le Sommer 87’ Schelin |

| Arbitro: | Coppola |

|              |           |  |
| Dali 9’, 61’ | Marcatori |  |

| Arbitro: | Craipeau |

|           |           |                    |
| Migot 86’ | Marcatori | 53’, 84’ Chaumette |

#### Girone di ritorno
| Arbitro: | Labadot-Cadinot |

|                                            |           |            |
| Morel 5’, 34’, 45’ (rig.) Palacin 65’, 70’ | Marcatori | 60’ Bultel |

| Arbitro: | Bonnin |

|                                                         |           |                  |
| Sissoko 29’ (aut.) Oparanozie 33’ (rig.) Furuberget 36’ | Marcatori | 56’, 64’ Palacin |

| Arbitro: | Vanstaevel |

|                          |           |             |
| Palacin 19’ Lavaud 90+1’ | Marcatori | 16’ Lindsay |

| Arbitro: | Buffart |

|            |           |  |
| Utsugi 21’ | Marcatori |  |

| Arbitro: | Mougeot |

|  |           |           |
|  | Marcatori | 8’ Catala |

| Arbitro: | Vanstaevel |

|  |           |                         |
|  | Marcatori | 42’, 84’, 90+1’ Palacin |

| Arbitro: | Zaouak |

|                  |           |  |
| Palacin 21’, 88’ | Marcatori |  |

| Arbitro: | Maubacq |

|                                                        |           |             |
| Hegerberg 24’ Schelin 31’, 73’ Le Sommer 59’ Abily 70’ | Marcatori | 90’ Palacin |

| Arbitro: | Bourquin |

|  |           |                                                                  |
|  | Marcatori | 31’ Dali 44’ Kaci 70’, 73’ Delie 71’ Alushi 76’ Georges 78’ Sarr |

| Arbitro: | Guillemin |

|                              |           |  |
| Blanc Gonnet 24’ Palacin 82’ | Marcatori |  |

| Arbitro: | Maubacq |

|                |           |  |
| Lemaître 90+2’ | Marcatori |  |

### Coppa di Francia
| Arbitro: | Guillemin |

|                                                                      |           |  |
| Pucet 17’ (aut.) Palacin 31’ Audemar 53’ Fleury 59’ Blanc Gonnet 68’ | Marcatori |  |

| Arbitro: | Bonnin |

|  |           |                                                        |
|  | Marcatori | 24’ Fleury 45’ Blanc Gonnet 72’ Courteille 89’ Palacin |

| Arbitro: | Mougeot |

|                        |           |  |
| Gherbi 76’ Palacin 84’ | Marcatori |  |

| Arbitro: | Buffart |

|                                                                        |                      |                                                                                          |
| Haupais 78’ Cugat 90+2’                                                | Marcatori            | 10’ Gherbi 33’ Clémaron                                                                  |
| Lemaître Cugat Lespinasse Banuta Haupais Ribeyra Hoarau Cance Ginestet | Tiri di rigore 6 – 7 | Clémaron Chaumette Palacin Viguier Courteille Coton-Pélagie Blanc Gonnet Soulard Audemar |

| Arbitro: | Craipeau |

|  |           |               |
|  | Marcatori | 32’ Jakobsson |

## Statistiche

### Statistiche di squadra
| Competizione     | Punti | In casa | In casa | In casa | In casa | In casa | In casa | In trasferta | In trasferta | In trasferta | In trasferta | In trasferta | In trasferta | Totale | Totale | Totale | Totale | Totale | Totale | DR  |
| Competizione     | Punti | G       | V       | N       | P       | Gf      | Gs      | G            | V            | N            | P            | Gf           | Gs           | G      | V      | N      | P      | Gf     | Gs     | DR  |
| ---------------- | ----- | ------- | ------- | ------- | ------- | ------- | ------- | ------------ | ------------ | ------------ | ------------ | ------------ | ------------ | ------ | ------ | ------ | ------ | ------ | ------ | --- |
| Division 1       | 44    | 11      | 4       | 0       | 7       | 14      | 28      | 11           | 3            | 1            | 7            | 10           | 18           | 22     | 7      | 1      | 14     | 24     | 46     | -22 |
| Coppa di Francia | -     | 3       | 2       | 0       | 1       | 7       | 1       | 2            | 1            | 1            | 0            | 6            | 2            | 5      | 3      | 1      | 1      | 13     | 3      | +10 |
| Totale           | -     | 14      | 6       | 0       | 8       | 21      | 29      | 13           | 4            | 2            | 7            | 16           | 20           | 27     | 10     | 2      | 15     | 37     | 49     | -12 |

### Andamento in campionato
| Giornata  | 1 | 2 | 3 | 4 | 5 | 6  | 7  | 8  | 9  | 10 | 11 | 12 | 13 | 14 | 15 | 16 | 17 | 18 | 19 | 20 | 21 | 22 |
| --------- | - | - | - | - | - | -- | -- | -- | -- | -- | -- | -- | -- | -- | -- | -- | -- | -- | -- | -- | -- | -- |
| Luogo     | C | T | C | T | C | T  | C  | T  | C  | T  | T  | C  | T  | C  | T  | C  | T  | C  | T  | C  | C  | T  |
| Risultato | P | N | P | V | P | P  | P  | P  | P  | P  | V  | V  | P  | V  | P  | P  | V  | V  | P  | P  | V  | P  |
| Posizione | 9 | 8 | 9 | 9 | 9 | 10 | 11 | 11 | 11 | 11 | 10 | 9  | 9  | 9  | 9  | 9  | 9  | 8  | 8  | 9  | 7  | 8  |

Legenda:

Luogo: C = Casa; T = Trasferta. Risultato: V = Vittoria; N = Pareggio; P = Sconfitta.

### Statistiche delle giocatrici
| Giocatore        | Division 1 | Division 1 | Division 1  | Division 1 | Coppa di Francia | Coppa di Francia | Coppa di Francia | Coppa di Francia | Totale   | Totale | Totale      | Totale     |
| Giocatore        | Presenze   | Reti       | Ammonizioni | Espulsioni | Presenze         | Reti             | Ammonizioni      | Espulsioni       | Presenze | Reti   | Ammonizioni | Espulsioni |
| ---------------- | ---------- | ---------- | ----------- | ---------- | ---------------- | ---------------- | ---------------- | ---------------- | -------- | ------ | ----------- | ---------- |
| C. Audemar       | 19         | 0          | 0           | 0          | 5                | 1                | 1                | 0                | 24       | 1      | 1           | 0          |
| A. Benoît        | 17         | 0          | 3           | 0          | 4                | 0                | 1                | 0                | 21       | 0      | 4           | 0          |
| M. Blanc Gonnet  | 8          | 1          | 0           | 0          | 5                | 2                | 0                | 0                | 13       | 3      | 0           | 0          |
| B. Bouchet       | 4          | 0          | 1           | 0          | -                | -                | -                | -                | 4        | 0      | 1           | 0          |
| A. Chaumette     | 19         | 2          | 1           | 0          | 5                | 0                | 0                | 0                | 24       | 2      | 1           | 0          |
| M. Chavas        | 1          | -1         | 0           | 0          | -                | -                | -                | -                | 1        | -1     | 0           | 0          |
| M. Cirri         | 9          | 0          | 1           | 0          | 4                | 0                | 0                | 0                | 13       | 0      | 1           | 0          |
| M. Clémaron      | 13         | 1          | 0           | 0          | 3                | 1                | 0                | 0                | 16       | 2      | 0           | 0          |
| N. Coton-Pélagie | 14         | 0          | 0           | 0          | 4                | 0                | 0                | 0                | 18       | 0      | 0           | 0          |
| M. Courteille    | 19         | 0          | 2           | 0          | 5                | 1                | 0                | 0                | 24       | 1      | 2           | 0          |
| A. Criscione     | 2          | -7         | 0           | 0          | 1                | 0                | 0                | 0                | 3        | -7     | 0           | 0          |
| G. Debbache      | 2          | 0          | 0           | 0          | -                | -                | -                | -                | 2        | 0      | 0           | 0          |
| J. Debever       | 5          | 0          | 0           | 0          | -                | -                | -                | -                | 5        | 0      | 0           | 0          |
| M. Duclos        | 1          | 0          | 0           | 0          | -                | -                | -                | -                | 1        | 0      | 0           | 0          |
| L. Fleury        | 10         | 1          | 0           | 0          | 2                | 2                | 0                | 0                | 12       | 3      | 0           | 0          |
| C. Gauvin        | 5          | 0          | 0           | 0          | 0                | 0                | 0                | 0                | 5        | 0      | 0           | 0          |
| C. Gherbi        | 20         | 0          | 2           | 0          | 4                | 2                | 0                | 0                | 24       | 2      | 2           | 0          |
| M. Lafond        | 1          | 0          | 0           | 0          | -                | -                | -                | -                | 1        | 0      | 0           | 0          |
| R. Lavaud        | 16         | 1          | 1           | 0          | 5                | 0                | 1                | 0                | 21       | 1      | 2           | 0          |
| C. Lorgeré       | 13         | 0          | 1           | 0          | 4                | 0                | 0                | 0                | 17       | 0      | 1           | 0          |
| M. Mancion       | 9          | -18        | 0           | 0          | 1                | 0                | 0                | 0                | 10       | -18    | 0           | 0          |
| J. Morel         | 13         | 3          | 0           | 0          | -                | -                | -                | -                | 13       | 3      | 0           | 0          |
| L. Multari       | 11         | 0          | 1           | 0          | -                | -                | -                | -                | 11       | 0      | 1           | 0          |
| S. Palacin       | 21         | 15         | 2           | 0          | 5                | 3                | 0                | 0                | 26       | 18     | 2           | 0          |
| J. Perrodin      | 10         | -20        | 0           | 0          | 3                | -3               | 0                | 0                | 13       | -23    | 0           | 0          |
| T. Sissoko       | 16         | 0          | 1           | 0          | 1                | 0                | 0                | 0                | 17       | 0      | 1           | 0          |
| A. Soulard       | 18         | 0          | 3           | 0          | 5                | 0                | 0                | 0                | 23       | 0      | 3           | 0          |
| C. Torossian     | 1          | 0          | 0           | 0          | -                | -                | -                | -                | 1        | 0      | 0           | 0          |
| C. Velay         | -          | -          | -           | -          | -                | -                | -                | -                | -        | -      | -           | -          |
| S. Viguier       | 6          | 0          | 0           | 0          | 4                | 0                | 0                | 0                | 10       | 0      | 0           | 0          |